# Шименеево
Шимене́ево (чув. Хурамал) — деревня в Козловском районе Чувашской Республики России. Входит в состав Карамышевского сельского поселения.

## География
Деревня находится в северо-восточной части Чувашии, в пределах Чувашского плато, в зоне хвойно-широколиственных лесов, на левом берегу реки Аниш, на расстоянии примерно 10 километров (по прямой) к северо-западу от города Козловки, административного центра района. Абсолютная высота — 62 метра над уровнем моря.

### Климат
Климат характеризуется как умеренно континентальный, с продолжительной морозной зимой и тёплым летом. Среднегодовая температура воздуха — 2,9 °С. Средняя температура воздуха самого тёплого месяца (июля) — 18,6 °C (абсолютный максимум — 38 °C); самого холодного (января) — −13 °C (абсолютный минимум — −44 °C). Безморозный период длится около 148 дней. Среднегодовое количество осадков составляет около 513 мм, из которых 359 мм выпадает в тёплый период. Снежный покров образуется в середине ноября и держится в течение пяти месяцев.

### Часовой пояс
Деревня Шименеево, как и вся Чувашия, находится в часовой зоне МСК (московское время). Смещение применяемого времени относительно UTC составляет +3:00.

## Население
| 2010 | 2012 |
| ---- | ---- |
| 216  | ↗247 |

### Половой состав
По данным Всероссийской переписи населения 2010 года в гендерной структуре населения мужчины составляли 50,5 %, женщины — соответственно 49,5 %.

### Национальный состав
Согласно результатам переписи 2002 года, в национальной структуре населения чуваши составляли 99 % из 257 чел.